# Pro Tools (album)
Pro Tools is het vijfde studioalbum van de Amerikaanse rapper en Wu-Tang Clan-lid, GZA.

## Kritieken
Het album werd door critici over het algemeen positief ontvangen, hoewel het album qua populariteit niet kan tippen aan zijn eerdere producties. Het album kwam binnen op plek 52 in de Amerikaanse Billboard 200. Op Metacritic kreeg het album een rating van 76 uit 100 en Allmusic schrijver David Jeffries gaf het album vier van de vijf sterren. Hij zei dat het album deed denken aan de sound van de Wu-Tang-Clan in haar beginjaren.

## Tracklist
| Nr. | Titel                                                                        | Producer(s)          | Duur |
| --- | ---------------------------------------------------------------------------- | -------------------- | ---- |
| 1.  | Intromental                                                                  | Dreddy Kruger        | 0:52 |
| 2.  | Pencil (featuring Masta Killa & RZA)                                         | Mathematics          | 3:58 |
| 3.  | Alphabets                                                                    | True Master          | 2:42 |
| 4.  | Groundbreaking (featuring Justice Kareem)                                    | Bronze Nazareth      | 2:32 |
| 5.  | 7 Pounds                                                                     | Black Milk           | 2:41 |
| 6.  | 0% Finance                                                                   | Jose "Choco" Reynoso | 4:20 |
| 7.  | Short Race (featuring Roc Marciano)                                          | Arabian Knight       | 4:05 |
| 8.  | Interlude                                                                    |                      | 0:26 |
| 9.  | Paper Plate                                                                  | RZA                  | 2:48 |
| 10. | Columbian Ties (featuring True Master)                                       | Bronze Nazareth      | 2:47 |
| 11. | Firehouse (featuring Ka)                                                     | Roc Marciano         | 3:43 |
| 12. | Path of Destruction                                                          | Jay Waxx Garfield    | 2:36 |
| 13. | Cinema (featuring Justice Kareem)                                            | Arabian Knight       | 2:59 |
| 14. | Intermission (Drive In Movie)                                                |                      | 0:24 |
| 15. | Life Is a Movie (featuring RZA & Irfane Khan-Acito)                          | RZA                  | 3:10 |
| 16. | Elastic Audio (Bonus Live Performance) (featuring Dreddy Kruger & Fyre Dept) | Dreddy Kruger        | 4:00 |